# Bundesautobahn 66
De Bundesautobahn 66 (kortweg A66, tot 1974 Bundesautobahn 80) is een Duitse autosnelweg in de deelstaat Hessen die Wiesbaden via Frankfurt am Main en Hanau met Fulda verbindt.

## Rhein-Main-Schnellweg (Wiesbaden–Frankfurt am Main)

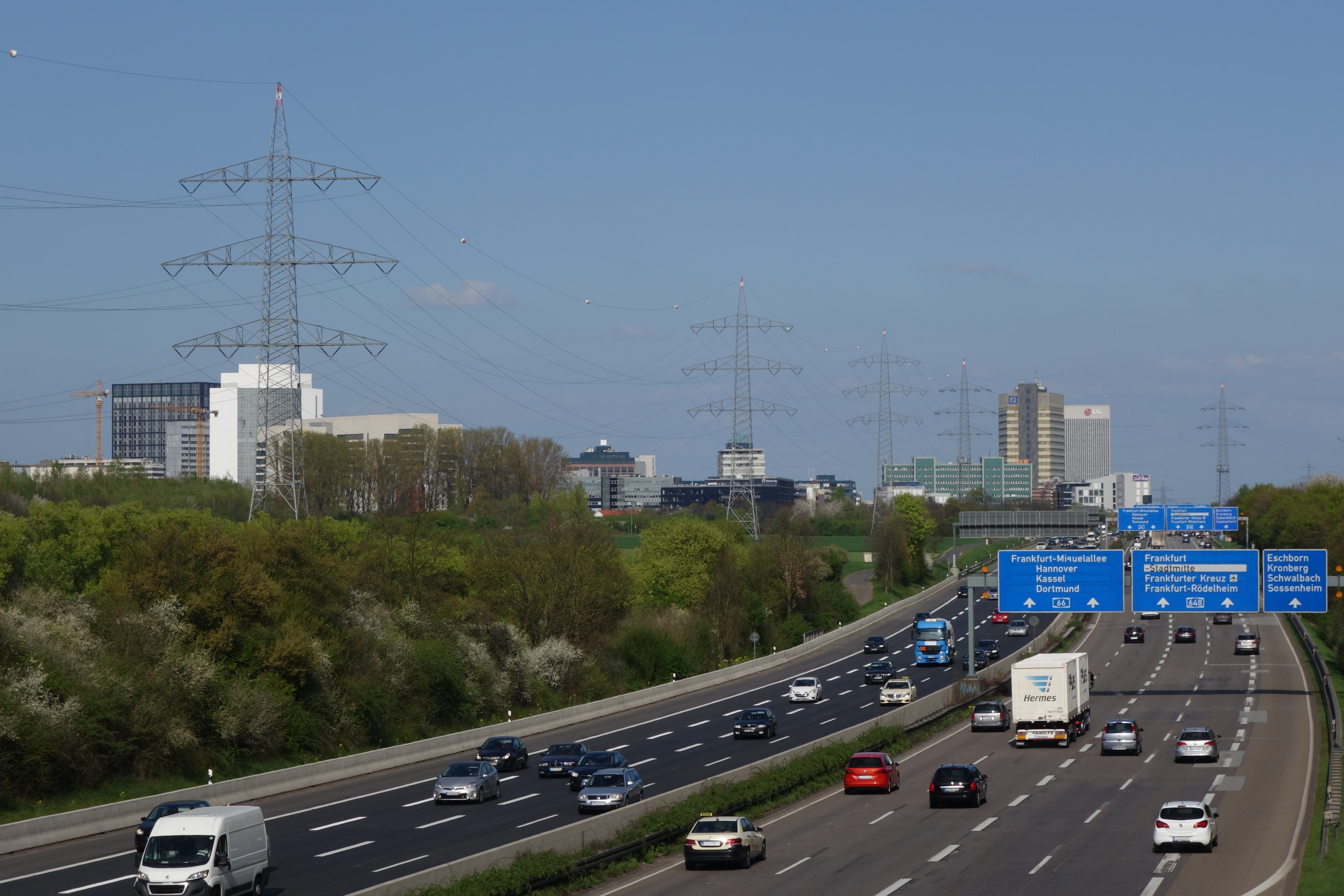
De A66 bij de aansluiting Eschborn.

Het eerste gedeelte van de A66 tussen Wiesbaden en het Nordwestkreuz Frankfurt werd in 1934 als driestrooksweg (Reichsstraße 40) met parallel verlopend fietspad en een weg voor landbouwverkeer geopend, en in 1965 opgewaardeerd tot autosnelweg. Deze autosnelweg verving grotendeels de Elisabethenstraße, waar in de jaren 50 nog het grootste tankstation van Europa te vinden was. Tot dan toe liep de snelweg tot Eschborn. Voor het verdere verloop richting het oosten zijn verschillende plannen geweest. Oorspronkelijk was een noordelijker tracé gekozen, maar uiteindelijk werd er gekozen om de A66 langs de noordelijke rand van het centrum van Frankfurt te leiden. Midden jaren 70 werd de A66 tot de aansluiting Frankfurt-Miquelallee opengesteld voor het verkeer.
De A66 is de belangrijkste verkeersader van de Main-Taunus-Kreis. Met de verbreding van het gedeelte ten westen van Frankfurt van vier naar 6 rijstroken is in juli 2004 begonnen. Naast verbreding is dit gedeelte nu in een verdiepte open tunnelbak aangelegd, vanwege de geluidsoverlast. Hierdoor zijn verder oude bruggen door nieuwe vervangen, twee parkeerplaatsen opgeheven en heeft Hattersheim am Main een nieuwe aansluiting gekregen. Tegelijkertijd werd er bij het Wiesbadener Kreuz een systeem van DRIP's geïnstalleerd, dat de snelste weg naar Frankfurt aangeeft. Daarnaast wordt op een lcd de vertraging vermeld.

### Onderbreking in Frankfurt am Main
Sinds 1976 eindigt het westelijke gedeelte van de A66 bij de aansluiting Frankfurt-Miquelallee. Al sinds de jaren 50 is er sprake van een tunnel onder de stad door, maar realisatie hiervan werd keer op keer verschoven, elke keer met verschillende redenen. Een klein gedeelte van deze tunnel is al aangelegd, als voorbereiding, tijdens de aanleg van een lijn van de Frankfurtse metro. De tunnel is voorbereid op zes rijstroken en wordt voorlopig als voetgangerstunnel gebruikt. Het is twijfelachtig of dit gedeelte ook daadwerkelijk ten behoeve van de A66 gebruikt zal gaan worden.
In het oostdeel van Frankfurt is het gedeelte tussen de aansluiting Frankfurt-Bergen-Enkheim en het Dreieck Frankfurt-Erlenbruch richting de A661 opgenomen in het Duitse antifileprogramma 2003-2007. Op het moment zijn de tunnels die de beide gedeelten in Frankfurt op elkaar moeten laten aansluiten in planning.

## Kinzigtalautobahn (Hanau–Fulda)
Tussen het Hanauer Kreuz en het Langenselbolder Dreieck verloopt de A66 parallel aan de A45, waarna deze verder het Kinzigtal volgt tot de aansluiting Neuhof-Süd.
Het gedeelte tussen de aansluiting Fulda-Süd en het knooppunt met de A7 is sinds 2005 in gebruik.
Sedert eind 2014 is ook Tunnel Neuhof in gebruik genomen, waardoor ook hier de B40 is vervallen.

## Salzbachtalbrücke
De Salzbachtalbrücke is een 304 meter lange vierbaans snelwegbrug in het district Biebrich van Wiesbaden. De brug voert de A66 over het Mühltal, het dal en de bedding van de Salzbach, een zijriviertje van de Rijn, over de spoorwegbeddingen van de Rechte Rheinstrecke en de Taunus-Eisenbahn en over de Bundesstraße 263. De brug uit 1963 bestaat uit twee parallelle plaatbalkbruggen gemaakt van voorgespannen beton. Wegens acuut instortingsgevaar zijn de bruggen in beide rijrichtingen zowel als de autosnelweg die de brug droeg, als de onderliggende verbindingsweg en spoorwegen sinds 18 juni 2021 gesloten en is de A66 dan ook onderbroken tussen de afritten Wiesbaden-Biebrich en Wiesbaden-Mainzer Straße. Ook de toegang tot Wiesbaden Hauptbahnhof voor spoorwegverkeer werd deels verhinderd.
De sloop van de brug, toen gepland voor augustus, werd later uitgesteld tot oktober 2021. Een 32 ton zwaar inspectievoertuig van Autobahn GmbH dat de stabiliteit van de brug aan het inspecteren was, werd bij de ontruiming zelfs op het viaduct achtergelaten, wat het voertuig de bijnaam "einsamsten LKW Deutschlands" opleverde.  Overwogen werd het voertuig mee te laten instorten bij de afbraak van de brug, maar uiteindelijk werd het voertuig met een nieuwwaarde van 700.000 euro na drie maanden door een zware kraan met maximaal hefgewicht van 330 ton en telescopische arm van 80 meter op 15 september 2021 van de brug gehesen. De afbraak van de brug met gecontroleerde explosies is voorzien voor oktober 2021.  Dan worden ook de twee spoorwegen en de onderliggende verbindingsweg terug voor het verkeer open gesteld. De bouw van een nieuwe brug wordt verwacht in een jaar, in de zomer of herfst van 2022, afgewerkt te zijn. Tot die tijd is de A66 tussen deze twee afritten volledig afgesloten. 